# Gedi
|  | Per a altres significats, vegeu «Principat de Gedi». |

Gedi (o Gede) és una vila de Kenya, al sud de Malindi i al nord de Watamu al districte de Malindi. Fou fundada vers el segle xiii en un banc de corall a 6 km de la mar i a 16 km al sud de Malindi. Els portuguesos l'assenyales com Quelman (derivat de la forma suahili de Kilimani ("sobre el turó"). El nom Gedi el va adoptar al segle xvi, sent una paraula oromo que vol dir "preciós".
La vila inclou les ruïnes de Gedi on una tomba està datada el 1399/1400; altres tombes o cases arriben fins al segle xvii, però la majoria són del segle xv. Segurament fou destruïda al començament del segle xvi però reocupada al final del segle xvi i ocupada part del XVII quan el port va quedar abandonat segurament per l'arribada dels oromo, i no fou redescobert fins després de 1920. Entre 1948 i 1958 i la zona fou declarada Parc Nacional (18 hectàrees). Les cases són de corall, terra i guix, i algunes tenen gravats; hi ha una mesquita gran i 7 de petites, un palau, un fort i nombrosos edificis, així com tombes, tot qualificat com a arquitectura suahili. A la vila moderna, uns 600 habitants, s'ha obert un museu i unas exposició de papallones.